# Mannheim (Helm)

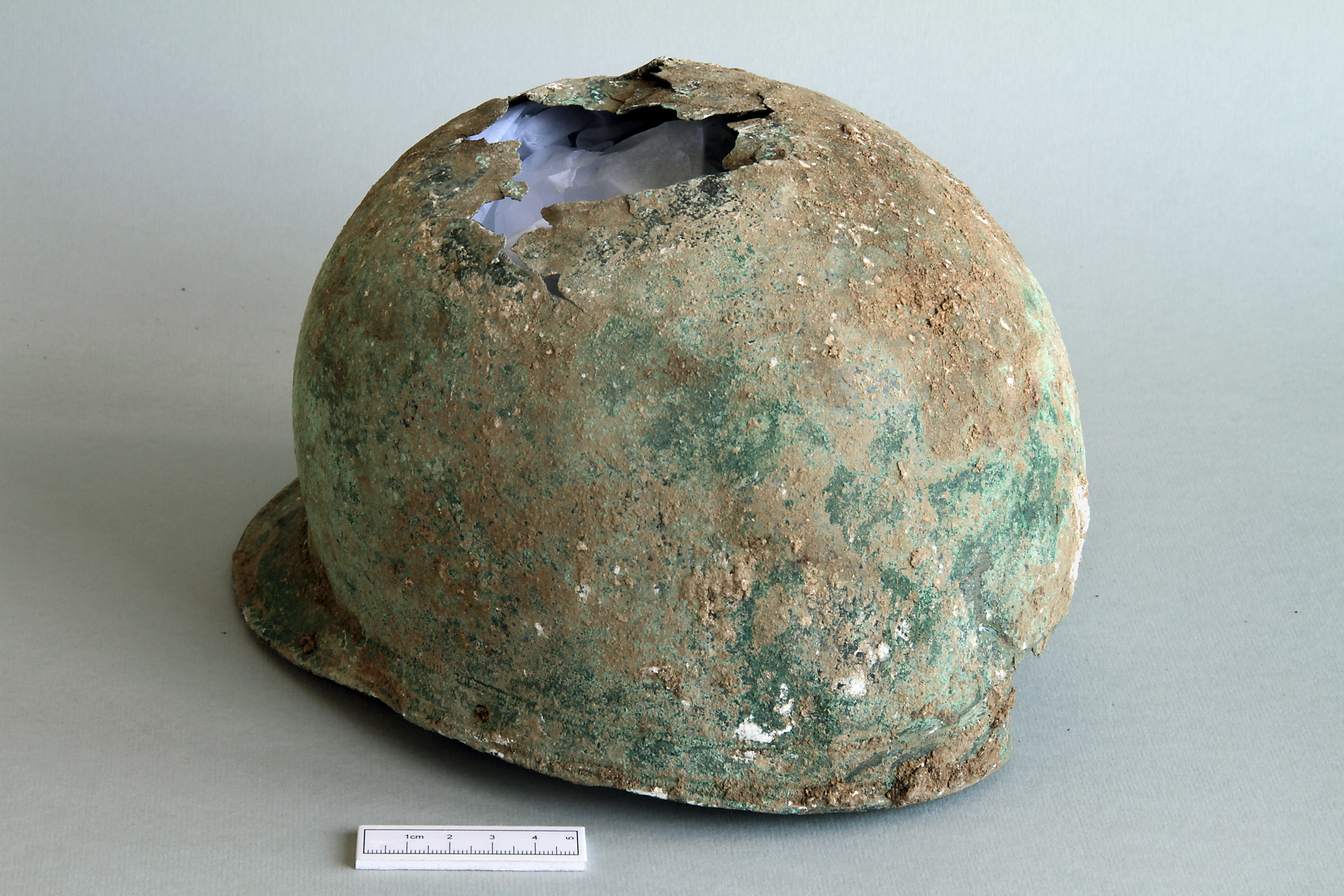
Helm vom Typ Mannheim aus Kent, in der Antike als Graburne wiederverwendet

Der Helmtyp Mannheim gehört zu der Militärausrüstung der römischen Legionen und Hilfseinheiten im 1. Jahrhundert v. Chr. Namensgebend war der Fund eines Bronzehelmes, der im späten 19. Jahrhundert aus einer Kiesgrube geborgen wurde.

## Geschichte
Der ursprünglich etruskische Helmtyp Mannheim besaß nur eine kurze Laufzeit. Er entstand in der ersten Hälfte des 1. Jahrhunderts v. Chr. und kam schon im selben Jahrhundert wieder außer Gebrauch.
Das frühste datierbare Exemplar stammt aus einem Schiffswrack, das vor der französischen Mittelmeerküste bei Madrague de Giens gefunden wurde. Durch Lampen- und Münzenfunde kann dieses Wrack auf die Zeit um 70 v. Chr. datiert werden. Ebenfalls aus dem Wrack stammt ein Helm des Typs Montefortino. Offenbar wurden im 1. Jahrhundert v. Chr. beide Typen parallel genutzt.
Die heutigen Fundorte von Helmen dieses Typs liegen hauptsächlich in Italien und im nordöstlichen Frankreich. Die Datierung und Lage der Fundorte könnten auf einen möglichen Zusammenhang des Helms mit den Feldzügen Gaius Iulius Caesars sprechen.

## Helmform
Der Helm besteht aus einer halbkugelförmigen Kalotte und einem schmalen, waagerechten Nackenschirm.
Ob dieser Helmtyp auch Wangenklappen besaß, wird aktuell noch diskutiert. In der Forschung gibt es dazu zwei Meinungen: Marcus Junkelmann ist der Meinung, die Wangenklappen würden vollkommen entfallen, da die Helme nicht die für Wangenklappen typischen Scharniertüllen aufweisen. Thomas Fischer jedoch vertritt die Meinung, dass die Helme dieses Typs Wangenklappen besessen haben müssen, da einige Helme Löcher aufweisen, an denen Wangenklappen, etwa mit Lederriemen oder Draht, befestigt sein konnten und es keinen plausiblen Grund gibt, warum man plötzlich auf eine altbewährte Schutzvorrichtung verzichtet haben sollte.
Ein Helmknauf, wie der Helmyp Montefortino ihn besaß, konnte nicht nachgewiesen werden.
Insgesamt können zwei Formen dieses Helmtyps definiert werden: Eine „leichte“ Form mit circa 500–800 g Gewicht und einem glatten Kalottenrand sowie eine „schwere“ Form mit einem Gewicht von etwa einem Kilo und einem verdickten und verzierten Kalottenrand. Zu letztem zählt auch der namensgebende Erstfund, der sich aufgrund der Erhaltungsbedingungen in einem hervorragenden Zustand befindet. Dieses Exemplar ist am Rand mit Ornamentbändern verziert.